# Bledius basalis
Bledius basalis är en skalbaggsart som beskrevs av Leconte 1863. Bledius basalis ingår i släktet Bledius och familjen kortvingar. Inga underarter finns listade i Catalogue of Life.